# 森山城
森山城（もりやまじょう）は、千葉県香取市岡飯田（下総国香取郡）にあった日本の城。
利根川東遷工事などで内陸部に位置する形になっているが、元々は香取海かそれにつながる河沼沿いの台地上にあった城であると考えられている。

## 概要
鎌倉時代初期に千葉常胤の子である東胤頼が築城し、代々東氏が居住していたとされているが、中世期の動向は不明な点が多い。戦国時代（天文年間）には千葉昌胤の子で海上氏を継いだ胤富が森山城に入って居城とした。ところが、1557年（弘治3年）になって胤富が末弟の親胤を廃して宗家当主を奪って本佐倉城に移ったため、粟飯原胤次が任じられて粟飯原氏が城主を継いだが、その後は千葉氏の重臣である原親幹が城主に任じられて今度は原氏が城主を継ぐ事になった。粟飯原・原両氏が城主を務めていたが、この間も千葉胤富の主導で城の整備が進められている。これは、香取・海上郡の境目にある森山城が東下総支配及び常陸国との水運の要地である事を城主であった胤富が強く認識していたからと考えられている。千葉氏が後北条氏の傘下に入ると、事実上の後北条氏の支城となり、里見氏の北上に対応する拠点ともなった。
1590年（天正18年）の小田原の役後、森山城は廃城になったとみられているが、徳川家康の家臣・青山成重が森山に入って、後に下総飯田藩が成立している事から、その廃城に関しては不明な部分も残されている。
現存の城跡は永禄-天正期に整備されたものとみられ、西から東に向かって3つの郭によって構成された東西620メートル・南北430メートルの規模と推定され、更に出城と見られる須賀山城を森山城の一部とみなすと東西1500メートル・南北500メートル規模になる。主郭部では空堀・土塁などが比較的良好な形で残されているという。

## アクセス
- JR成田線　笹川駅　徒歩45分